# Шига (река)
Шига (баш. Шығай) — река в Ишимбайском районе Башкортостана. Устье реки находится в 44 км по левому берегу реки Зиган. Длина реки составляет 11 км. Начинается к востоку от деревни Бердышла. Протекает через крупное село Петровское.
Впадает к северу от Арметрахимово. Крупных притоков нет.
Название реки происходит от антропонима Шығай.

## Данные водного реестра
По данным государственного водного реестра России относится к Камскому бассейновому округу, водохозяйственный участок реки — Белая от города Стерлитамак до водомерного поста у села Охлебино, без реки Сим, речной подбассейн реки — Белая. Речной бассейн реки — Кама.
Код объекта в государственном водном реестре — 10010200712111100018562.